# Réalisme scientifique
Pour les articles homonymes, voir Réalisme.
Le réalisme scientifique est la théorie selon laquelle le monde décrit par la science est le monde « réel » ou « véritable ». 
Dans le contexte de la philosophie des sciences, le réalisme scientifique est une thèse à la fois ontologique (concernant l'être des choses) et épistémologique (concernant la connaissance) qui doit permettre d'expliquer comment les sciences parviennent avec succès à prédire les phénomènes. Pour le réalisme scientifique, le succès prédictif des sciences s'explique par le fait qu'il existe une réalité indépendante de notre esprit dont la nature est celle qui est décrite par la science.

## Les thèses du réalisme scientifique
Le réalisme scientifique est une forme de réalisme métaphysique. La thèse minimale et commune aux différentes formes du réalisme métaphysique peut être formulée ainsi : « Le monde existe et a une structure indépendante de notre esprit ». Cette structure  est considérée comme n'étant nullement dépendante de l'expérience humaine, des croyances, des concepts ou du langage. Dans sa version forte, le réalisme métaphysique généralise cette position  aux objets, aux propriétés et aux événements.
Lorsqu'on a postulé l'existence d'un monde extérieur indépendant de notre esprit, se pose alors le problème des relations entre ce monde et les descriptions que l'on peut en faire. C'est à cette question que répond le réalisme scientifique proprement dit. Dans son expression la plus radicale, il énonce qu' « une théorie scientifique acceptée et consolidée décrit exactement comment les choses se passent dans le monde : ceci implique que toutes les entités théoriques et les quantités physiques utilisées par la théorie existent dans le monde et qu'elles se comportent dans celui-ci exactement de la manière décrite par la théorie. ».
Selon le philosophe des sciences Michael Esfeld, on peut ainsi caractériser le réalisme scientifique par les trois propositions suivantes :
1. Proposition métaphysique : l’existence et la constitution du monde sont indépendantes des théories scientifiques. L’indépendance est à la fois ontologique et causale : l’existence du monde ou sa constitution ne dépendent pas du fait qu’il y ait ou non des personnes qui construisent des théories scientifiques (indépendance ontologique). S’il y a des personnes qui développent des théories scientifiques, l’existence de ces théories ne cause pas l’existence ou la constitution du monde (indépendance causale).
2. Proposition sémantique : la constitution du monde détermine lesquelles de nos théories scientifiques sont vraies (et lesquelles ne sont pas vraies). Par conséquent, si une théorie scientifique est vraie, les objets que pose cette théorie existent et leur constitution rend vraie la théorie en question. Autrement dit, leur constitution est le vérifacteur (truth-maker en anglais) de la théorie en question[4].
3. Proposition épistémique : les sciences sont, en principe, capables de nous donner une représentation générale et unique de la constitution du monde. Les théories ou interprétations scientifiques concurrentes doivent pouvoir être évaluées rationnellement et empiriquement de telle façon que l'une d'elles seulement puisse être considérée comme vraie.

Ces trois propositions caractérisent le « réalisme des théories ». Mais le réalisme scientifique ne se contente pas toujours de déterminer le rapport entre les théories scientifiques et la réalité. Dans la mesure où ces théories postulent certaines entités ou propriétés, le réalisme peut impliquer la thèse plus radicale selon laquelle ces entités ou propriétés elles-mêmes existent. Toutefois, les réalistes ne s'accordent pas tous sur ce point. On peut en effet être réaliste à propos des théories sans être réaliste à propos des entités. L'épistémologue Ian Hacking prend pour exemple Bertrand Russell. Pour celui-ci, « le terme quark n'aurait pas les quarks pour référent mais serait une expression abrégée, par la logique, d'une expression plus complexe ne faisant référence qu'aux seuls phénomènes observés. Russell était alors réaliste pour les théories mais antiréaliste pour les entités ».
Ainsi le réalisme scientifique implique une certaine interprétation de la science. Il s'agit d'adhérer à la composante sémantique du réalisme : les objets, les structures décrites par la science ont quelque chose de réel. Pour le réaliste, ces représentations doivent être comprises en termes d'absolu, et non relativement à un point de vue. Les électrons ou les protéines existent quel que soit le point de vue. De là vient la composante épistémique. Mais certains, certaines, avancent que les théories scientifiques ne sont que concordantes, à notre échelle, à ce qui pourrait être la réalité. Elles restent des apparences. C'est le cas, par exemple, du philosophe empiriste Bas van Fraassen.
[pertinence contestée]

## Réalisme et anti-réalisme

### Réalisme des théories et réalisme des entités
Dans le contexte du réalisme scientifique, on nomme « réalisme des théories » l'idée qu'il existe une réalité indépendante qui peut être expliquée par les théories scientifiques, car elles en décriraient la structure véritable. On nomme « réalisme des entités » l'idée plus radicale d'après laquelle la réalité comporte non seulement des entités observables, mais également des entités théoriques inobservables en tant que telles, comme les particules élémentaires, les champs électromagnétiques, les trous noirs, etc.  [réf. nécessaire]
Selon cette version forte du réalisme, le discours scientifique portant sur les entités inobservables a la même fonction que celui portant sur les entités observables : fournir une description de ce qu'elles sont qui soit vraie. Par exemple, le spécialiste de physique des particules essaie de fournir une description correcte de ce que sont les  constituants des atomes.
Pour le réaliste, nous avons ou tentons d'avoir des croyances justifiées quant à l'existence d’entités inobservables parce qu'elles ont un pouvoir explicatif ; postuler leur existence permet notamment d’expliquer certains phénomènes observables.

### Anti-réalisme et empirisme
Pour un anti-réaliste, l'une des façons de concevoir le succès prédictif du discours scientifique consiste à tenir les entités inobservables et leurs propriétés pour des « fictions commodes », des « conventions » ou des « êtres de raison » qui permettent certes de prédire les phénomènes observables, mais qui n'ont pas d'existence en tant que telles. Ernst Mach, les positivistes logiques et les constructivistes en épistémologie défendent cette position. Cette forme d'anti-réalisme est toutefois compatible avec un réalisme théorique qui considère que les relations entre ces êtres de raison existent vraiment dans le monde. Cette position nuancée est notamment défendue par Bertrand Russell.
L’anti-réalisme est souvent motivé par la conviction empiriste que nos connaissances authentiques (ou du moins nos croyances authentiquement justifiées) se limitent au domaine de l’observable, celui des phénomènes proprement dits. 

### Réalisme et anti-réalisme selon Ian Hacking
Ian Hacking résume l'opposition entre réalisme et anti-réalisme de la façon suivante : 
« Pour le réalisme scientifique, les entités, états et processus décrits par les théories existent vraiment, pour peu que ces théories soient exactes. Protons, photons, champs de force et trous noirs sont aussi réels qu’ongles d’orteils, turbines, tourbillons dans un cours d’eau ou volcans. Les interactions faibles que décrit la physique des particules élémentaires sont aussi réelles que le fait de tomber amoureux. Les théories qui concernent la structure des molécules portant les codes génétiques sont soit vraies, soit fausses et une théorie rigoureusement exacte doit être vraie... Le réaliste à propos des entités affirme que bon nombre d’entités théoriques existent vraiment. L’antiréaliste s’oppose à ces entités qui ne sont pour lui que fictions, constructions logiques ou éléments d’un processus intellectuel d’appréhension du monde. » 